# باربرا دورهام
باربرا دورهام (بالإنجليزية: Barbara Durham)‏ هي قاضية ومحامية أمريكية، ولدت في 6 أكتوبر 1942، وتوفيت في 30 ديسمبر 2002.